# Братская могила мирных жителей (Кривой Рог)
Вечная память

товарищам,

павших от рук

фашизма.

1941 г.

Громадский П. К.

Журавель А. О.

Лисовой И. Д.

Прокопенко А. П.

Коньков Б. Ф.

Блоха К. К.

Олейников М. Н.

Золотарь Г. Н.

Пашук М. М.

Кривошей Г. Д.

Пальчиков П. С.

От скорбящих

жен и детей

Братская могила мирных жителей — массовое захоронение местных жителей в Долгинцевском районе города Кривой Рог.

## История
После оккупации Кривого Рога в августе 1941 года были расстреляны одиннадцать цивильных мужчин посёлка Долгинцево, которых похоронили в братской могиле.
В 1975 году на средства родственников погибших на месте захоронения установлен памятник с именами одиннадцати мирных жителей.
19 ноября 1990 года, решением № 424 Днепропетровского облисполкома, памятник был взят на государственный учёт с охранным номером 6317.

## Характеристика
Расположена на Южно-Долгинцевском кладбище по улице Серафимовича в городе Кривой Рог.
В центре участка размером 4×3,4 м установлена стела из мраморной крошки в виде плоской плиты с верхней заострённой частью. Стела установлена на прямоугольной тумбе размерами 0,6×0,25×0,28 м.
Перед памятником разбито три трапециевидных цветника.